# St. Michael (Kirchenlamitz)

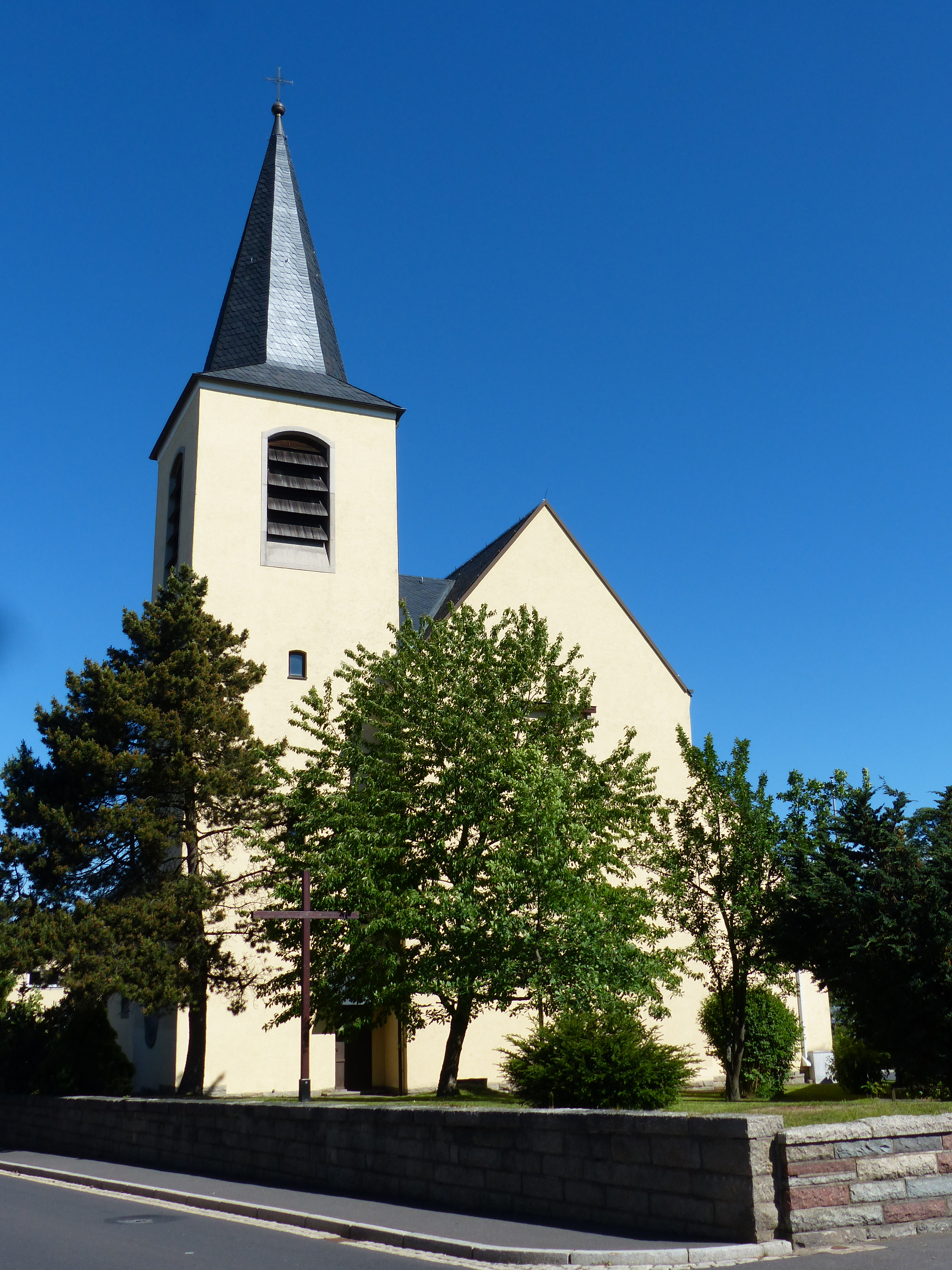
Ansicht der Kirche

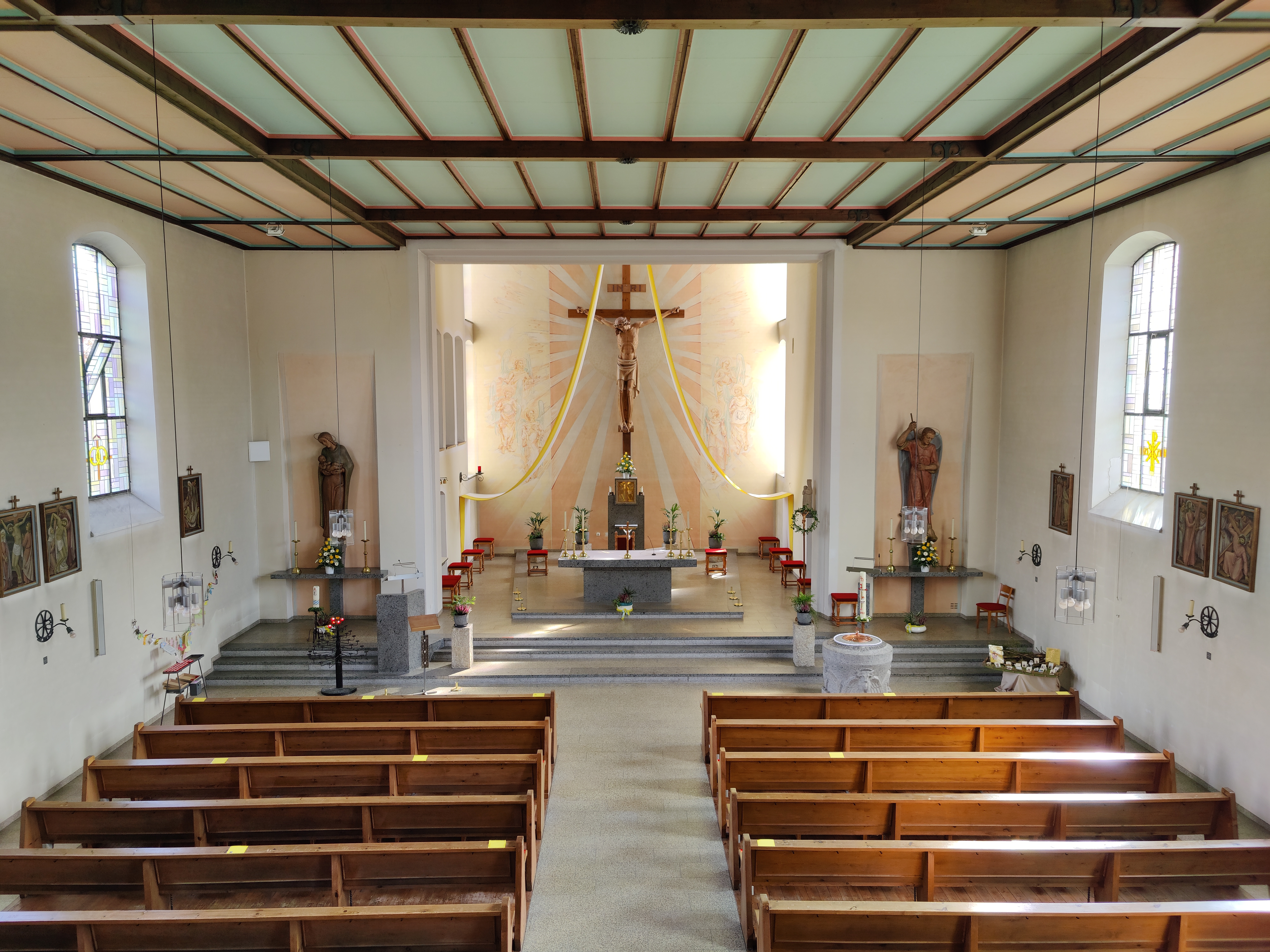
Innenraum (2021)

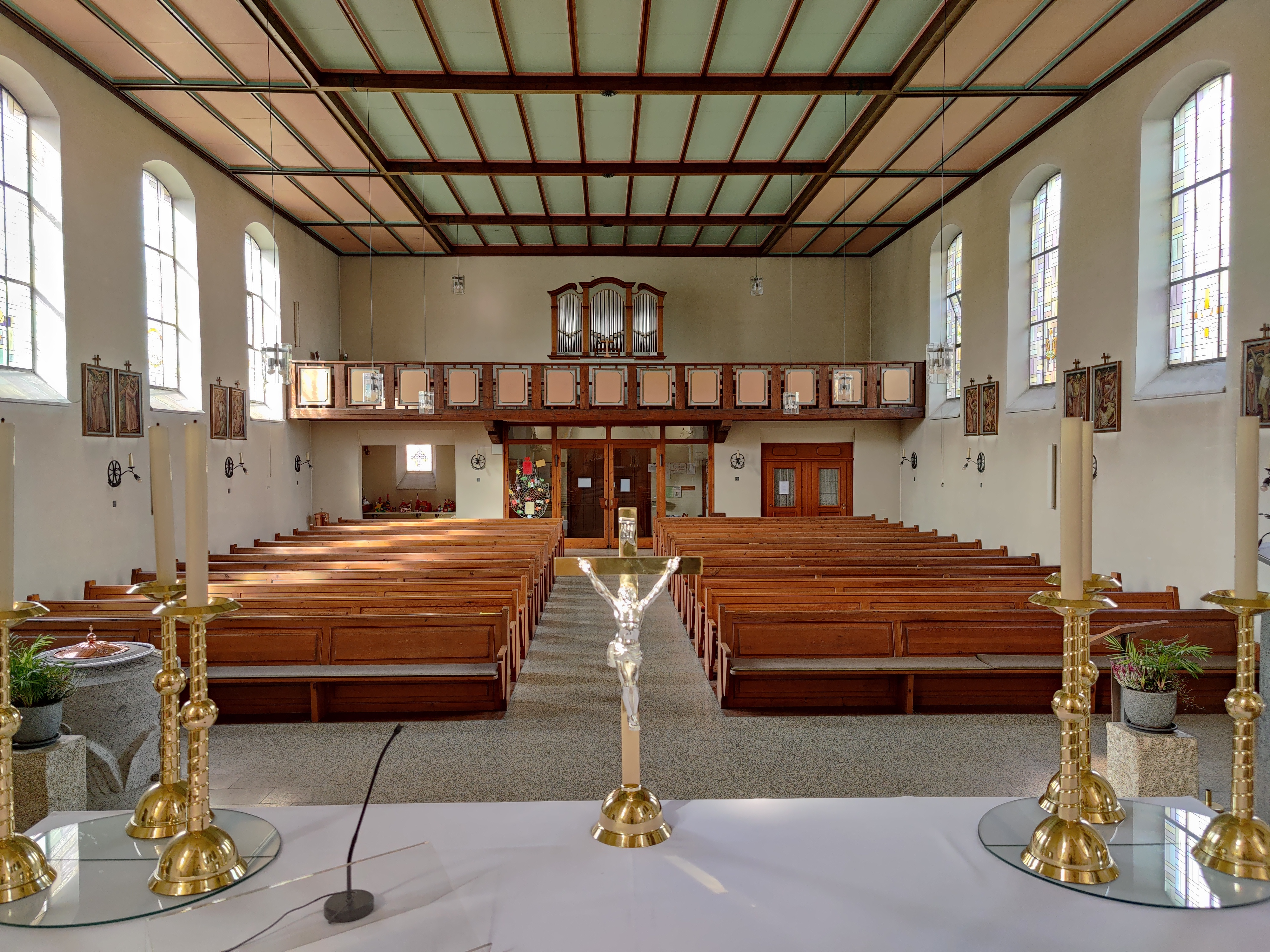
Innenraum, Blick zur Orgel

Die Kirche St. Michael ist die Pfarrkirche der römisch-katholischen Pfarrei Kirchenlamitz im oberfränkischen Landkreis Wunsiedel im Fichtelgebirge. Sie liegt an der Wunsiedler Str. 23 an der Abzweigung des St.-Michael-Weges.

## Geschichte
Das nach dem Kirchenspaltung des 16. Jahrhunderts völlig erloschene katholische Leben erstand in Kirchenlamitz erst wieder ab dem Beginn des 19. Jahrhunderts. Die im Jahre 1811 für Kirchenlamitz belegte Zahl von fünf Katholiken stieg bis in das Jahr 1925 auf 107. Im Jahre 1925 waren es dann 492 und 1970 schließlich 972.
Die Katholiken gingen v. a. zum Betsaal der Pfarrei im benachbarten Marktleuthen, bis 1940 durch den Marktleuthener Pfarrer Johann Rösch eine damalige Töpferwerkstätte erworben wurde. Diese wurde zum Betsaal, dem heutigen Pfarrheim, umgebaut, ein kleiner Dachreiter mit einer Glocke von 1737 aus dem Familienbesitz des Vorbesitzers Ignaz Müller wurde angebracht. Das Patrozinium dieses vorläufigen Kirchenraumes war bereits das des hl. Erzengels Michael, womit das vorreformatorische Patronat fortgeführt wird (vgl. heutige evangelisch-lutherische Kirche St. Michael in Kirchenlamitz).
Der wegen Platznot ab 1947 geplante Neubau einer größeren Kirche wurde am 31. Mai 1951 durch das Bischöfliche Ordinariat Regensburg genehmigt. Der Bau begann 1952 unter dem Marktleuthener Pfarrer Stäringer und wurde im darauffolgenden Jahr abgeschlossen. Die Konsekration erfolgte am 15. und 16. August 1953 durch Erzbischof Buchberger, Bischof von Regensburg.
Umfassende Renovierungs- und Umgestaltungsarbeiten fanden jeweils 1973 und 2002 statt.

## Architektur
Architekt des Baus war Dr. Ing. Richard Dagostin aus Neusorg. Die Kirche ist nicht geostet, sondern mit dem Chorraum nach Südosten ausgerichtet. Es handelt sich um einen Saalbau mit abgesetztem Chorraum. Die Decke des Chorraums ist deutlich höher, sodass sie von den meisten Standpunkten des Schiffs aus nicht sichtbar ist.
Der Kirchturm orientiert sich optisch mit seinem achteckigen Turmhelm an den Turm der unweit entfernten evangelischen Michaeliskirche und ist seitlich an den Chorraum angesetzt.

## Ausstattung
Zentral in der Wahrnehmung ist das große Kruzifix von Bildhauer Karl Mauermann (1905–1985) aus Weiden/Opf. an der Stirnwand des Chorraumes. Die seitlich am Triumphbogen angebrachten Figuren des Erzengels Michael und der Gottesmutter Maria stammen von Bildhauer Karl Bornschlegel junior.
Die acht Buntglasfenster des Kirchenschiffs wurden vom Kunstmaler Platzek aus Zeitlarn gefertigt, diese stellen Christus und die Sieben Sakramente dar. Vortragekreuz und Altarkreuz sind Werke von Emanuele Levak aus dem Jahre 2019.
Der Taufstein aus massivem Granit zeigt im Sockel die Symbole der vier Evangelisten und wurde ebenso wie Ambo, Altar und Altarstufen durch die Firma Reul AG Niederlamitz gestiftet.
Die Figur der Hl. Anna ist eine Stiftung von Roland Reul-Smeukens, angefertigt im Jahr 1986 durch Robert Vaillant/Bretagne.
Die ehemalige Taufkapelle seitlich des Altarraums im Erdgeschoss des Turms, die früher den Taufstein, jetzt im Kirchenschiff stehend, beherbergte, ist seit 2015 als Werktagskapelle für Eucharistiefeiern eingerichtet. Dazu steht dort ein Barockaltar als Leihgabe des Klarissenklosters St. Klara/Dingolfing.
Unterhalb der Orgelempore befinden sich der Beichtstuhl und eine Gedächtniskapelle zum Gedächtnis an die im Zweiten Weltkrieg gefallenen Pfarrangehörigen; die dortige Holzskulptur Christus in der Rast wurde ebenfalls von Karl Mauermann geschaffen.

## Orgel
Die Orgel wurde 1968 auf der Westempore aufgestellt. Sie ist ein ursprünglich fünfregistriges Werk des Münchener Orgelbaumeisters Franz Borgias Maerz, das 1903 für die Pfarrkirche Mariä Namen in Meilenhofen bei Mainburg gebaut wurde. Das einmanualige Instrument hat heute insgesamt sieben Register, davon ein Pedalregister. Die Spiel- und Registertraktur des Kegelladeninstruments sind pneumatisch.

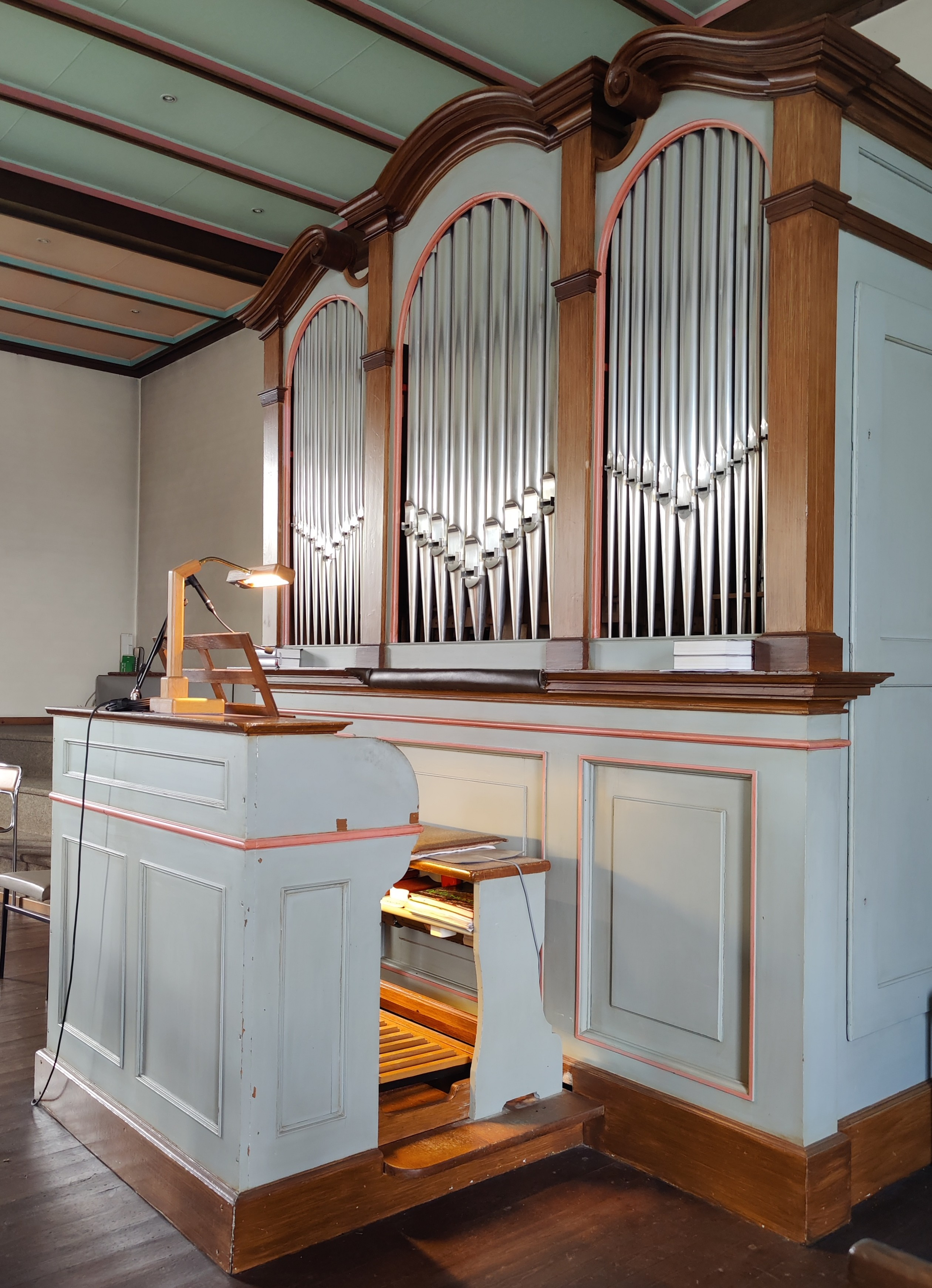
Maerz-Orgel

Disposition
| Manual C–f3 |       |
| Principal   | 8′    |
| Gedeckt     | 8′    |
| Salicional  | 8′    |
| Fugara      | 4′    |
| Oktave      | 2′    |
| Mixtur IV   | 2 ⁄3′ |

| Pedal C–d1 |     |
| Subbaß     | 16′ |

- Koppeln:
  - Normalkoppel: Man/P
  - Oktavkoppel: Manualoktavkoppel
- Feste Kombination: Volles Werk

Anmerkungen
1. 1 2  1968 ergänzt

## Glocken
Die Schlagtöne der drei durch die Erdinger Glockengießerei Karl Czudnochowsky gefertigten Glocken im Turm der Kirche bilden das Te-Deum-Motiv (kleine Terz, große Sekunde):
- Hl. Michael, verteidige uns im Kampfe, g1, ca. 530 kg
- Hl. Maria, bitte für uns, b1, ca. 290 kg
- Hl. Josef, stehe uns bei, c1, ca. 200 kg

## Nutzung
Das Gebäude ist die einzige Kirche der Pfarrei St. Michael (seit 1960 Expositur, ab 1977 Pfarrkuratie, 2001 zur Pfarrei erhoben) und gehört zu einer Pfarreiengemeinschaft mit Marktleuthen und Weißenstadt.